# Oligopleura macrocephalata
Oligopleura macrocephalata là một loài bướm đêm trong họ Geometridae.